# Diócesis de Shreveport
La diócesis de Shreveport (en latín: Dioecesis Sreveportuen(sis) in Louisiana y en inglés: Roman Catholic Diocese of Shreveport) es una circunscripción eclesiástica de la Iglesia católica en Estados Unidos. Se trata de una diócesis latina, sufragánea de la arquidiócesis de Nueva Orleans. Desde el 19 de noviembre de 2019 su obispo es Francis Ignatius Malone.

## Territorio y organización
La diócesis tiene 28 837 km² y extiende su jurisdicción sobre los fieles católicos de rito latino residentes en 16 parroquias civiles del estado de Luisiana: Bienville, Bossier, Caddo, Claiborne, De Soto, East Carroll, Jackson, Lincoln, Morehouse, Ouachita, Red River, Richland, Sabine, Union, Webster y West Carroll.
La sede de la diócesis se encuentra en la ciudad de Shreveport, en donde se halla la Catedral de San Juan Berchmans.
En 2020 en la diócesis existían 27 parroquias.

## Historia
La diócesis fue erigida el 16 de junio de 1986 con la bula Pro grege del papa Juan Pablo II tras la división de la diócesis de Alexandria-Shreveport, que también dio origen a la diócesis de Alexandria.

## Estadísticas
Según el Anuario Pontificio 2021 la diócesis tenía a fines de 2020 un total de 42 110 fieles bautizados.
| Año                                                                             | Población            | Población | Población      | Sacerdotes | Sacerdotes    | Sacerdotes    | Bautizados por sacerdote | Diáconos permanentes | Religiosos | Religiosos | Parroquias |
| Año                                                                             | Bautizados católicos | Total     | % de católicos | Total      | Clero secular | Clero regular | Bautizados por sacerdote | Diáconos permanentes | Varones    | Mujeres    | Parroquias |
| ------------------------------------------------------------------------------- | -------------------- | --------- | -------------- | ---------- | ------------- | ------------- | ------------------------ | -------------------- | ---------- | ---------- | ---------- |
| 1990                                                                            | 40 650               | 813 000   | 5.0            | 55         | 42            | 13            | 739                      | 7                    | 16         | 95         | 51         |
| 1999                                                                            | 37 877               | 770 129   | 4.9            | 55         | 41            | 14            | 688                      | 6                    | 1          | 53         | 31         |
| 2000                                                                            | 38 396               | 770 061   | 5.0            | 52         | 37            | 15            | 738                      | 5                    | 17         | 51         | 32         |
| 2001                                                                            | 38 929               | 778 633   | 5.0            | 55         | 39            | 16            | 707                      | 6                    | 21         | 51         | 32         |
| 2002                                                                            | 39 476               | 777 318   | 5.1            | 54         | 39            | 15            | 731                      | 6                    | 20         | 53         | 32         |
| 2003                                                                            | 39 056               | 782 591   | 5.0            | 52         | 41            | 11            | 751                      | 6                    | 18         | 54         | 32         |
| 2004                                                                            | 39 436               | 784 665   | 5.0            | 59         | 42            | 17            | 668                      | 6                    | 27         | 58         | 32         |
| 2010                                                                            | 41 693               | 848 000   | 4.9            | 49         | 34            | 15            | 850                      | 21                   | 19         | 34         | 27         |
| 2014                                                                            | 43 000               | 873 000   | 4.9            | 51         | 34            | 17            | 843                      | 17                   | 22         | 24         | 27         |
| 2017                                                                            | 41 505               | 814 956   | 5.1            | 47         | 30            | 17            | 883                      | 33                   | 21         | 24         | 27         |
| 2020                                                                            | 42 110               | 801 614   | 5.3            | 39         | 27            | 12            | 1079                     | 34                   | 15         | 21         | 27         |
| Fuente: Catholic-Hierarchy, que a su vez toma los datos del Anuario Pontificio. |                      |           |                |            |               |               |                          |                      |            |            |            |

## Episcopologio
- William Benedict Friend † (16 de junio 1986-20 de diciembre 2006 retirado)
- Michael Gerard Duca (1 de abril de 2008-26 de junio 2018 nombrado obispo de Baton Rouge)
- Francis Ignatius Malone, desde el 19 de noviembre de 2019